# Phreatia morii
Phreatia morii är en orkidéart som beskrevs av Bunzo Hayata. Phreatia morii ingår i släktet Phreatia och familjen orkidéer.
Artens utbredningsområde är Taiwan. Inga underarter finns listade i Catalogue of Life.